# Coenobia fusca
Coenobia fusca är en fjärilsart som beskrevs av Bankes 1909. Coenobia fusca ingår i släktet Coenobia och familjen nattflyn. Inga underarter finns listade i Catalogue of Life.